# Alila
Alila è un film del 2003 diretto da Amos Gitai.